# Троє студентів
«Троє студентів» (англ. «The Adventure of the Three Students») — твір із серії «Повернення Шерлока Холмса»  шотландського письменника Артура Конана Дойля. Уперше опублікований Strand Magazine у 1903 році.

## Сюжет

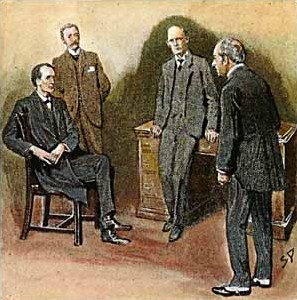
Холмс, Вотсон, Сомс і Банністер

Шерлок Холмс потрапляє до знаменитого університетського міста (ймовірно, Оксфорд чи Кембридж), коли викладач і лектор коледжу Святого Луки, містер Хілтон Сомс, приносить йому цікаву загадку. Хтось потрапив в офіс Сомса напередодні іспиту. Сомс пішов на чай і замкнув свій кабінет. Коли він повернувся через годину, він знайшов ключ у замку, який виявився ключем службовця. 50-річний службовець, Банністер, стверджує, що він увійшов до кабінету, щоб запитати, чи хотів Сомс чаю, але пішов звідти, коли він побачив, що там нікого не було. Завдання для іспиту були не на місці: одне біля вікна, інше на підлозі, і останнє на столі. Банністер клянеться, що він не торкався паперу.
Бажання Сомса полягає в тому, щоб дізнатись, хто був у кабінеті, та не допустити студента до іспиту. Є лише три студенти, які живуть над кабінетом в різних кімнатах.
Сомс знайшов деякі сліди: стружку від олівця, зламаний олівець, і невеличку глиняну пірамідку з тирсою.
Джайлз Гілкріст, перший зі студентів, є спортивним хлопцем (на відміну від свого батька, який промотав свій статок на перегонах), другий, Дайлет Рас, описується як тихий і методичний; третій, Майлз Макларен, талановита людина, але розпусний і принадний до азартних ігор.
Холмс аналізує пірамідку з глини, і звертає особливу увагу на виріз в столі. Детектив запитує, де є двері. Це спальня Сомса, в якій Холмс знаходить таку ж пірамідку. Він вражає Сомса, повідомляючи, що шахрай знаходився за фіранкою в спальні, поки викладач розпитував Банністера.
Холмс звертає увагу на Банністера, який залишив ключ, після того, як вийшов, ймовірно, щоб хтось зайшов після нього. Він також запитує, чому він сів не на стілець, який знаходився поруч, але на той, що був через декілька стільців, коли йому стало не по собі. Службовець не відповідає.

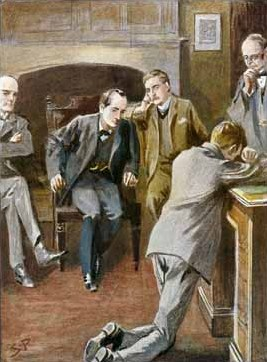
Викриття Гілкреста

Холмс вирішує навідатися до студентів. У кімнатах Гілкреста та Раса детектив позичає олівці та ніж, щоб заточити його олівець. В жодному з випадків Холмс не знаходить доказів присутності студента в кабінеті викладача. Третій студент, Макларен, не відчиняє, відповідаючи, що він зайнятий. Холмс запитує в Сомса про його зріст. Він говорить, що зріст Макларена близько 165 см (5 футів 6 дюймів), що є більшим за висоту Раса, але меншим за Гілкреста.
Холмсу стає багато чого зрозуміло, крім участі в цьому всьому Банністера.
Наступного ранку Холмсу дивує Вотсона, показуючи йому третю пірамідку, ідентичну тим двом, знайденим у кабінеті та спальні професора. Холмс стверджує, що шахрай — Гілкрест.
Отже, шахраєм був той, хто знав, що екзаменаційні білети були в кабінеті Сомса. Це міг бути тільки Гілкрест, адже тільки його зріст дозволяв з вікна побачити папери. Також детектив знайшов глиняні пірамідки на місці стрибків у довжину, що знову ж таки вказує на Гілкреста. Банністер покривав Гілкреста, бо був служником ще в його батька.
Інші дані, що вказують на рішення:
- Подряпини на столі були від шипів черевиків Гілкріста, коли він схопив папери і зістрибнув зі стола;
- Банністер сів не на ближній стілець, тому що на тому, куди він сів, лежали рукавички Гілкреста;

Гілкрест переконав Банністера в тому, що він не збирається використовувати завдання в своїх цілях, а також показує Сомсу листа, в якому говорить про своє бажання відмовитись від екзамену та повернутися до Південної Африки і працювати в Родезійській армії.